# Корецька центральна районна бібліотека
Корецька центральна районна бібліотека [Архівовано 29 січня 2018 у Wayback Machine.] — головна книгозбірня району, яка забезпечує діяльність 32 бібліотеки КЗ «Корецька централізована система публічно-шкільних бібліотек», депозитарій краєзнавчих ресурсів, культурно-освітній, методичний та навчальний центр.

## Адреса
Бібліотека знаходиться за адресою: вул. Київська, 45., м. Корець, Рівненської обл., 34700.

## Характеристика
Площа приміщення бібліотеки — 369 м². Книжковий фонд станом на 01.01.2018 р. становить 32,05 тис. примірників і є універсальним за змістом та представлений на паперових та електронних носіях. Щороку книгозбірня отримує 30 назв періодичних видань. Книжковий фонд поповнюється по державній програмі, за кошти районного бюджету та за кошти, що надходять від надання платних послуг, а також частина книг надходить, як дарунок від читачів.
Щорічно бібліотека обслуговує понад 2,2 тис. користувачів, кількість відвідувань на 01.01.2018 р.— 15,2 тис., книговидач на 01.01.2018 р.- 42245 примірників.

### Структурні підрозділи бібліотеки
- сектор обслуговування (абонемент, читальний зал, юнацька кафедра);
- сектор довідково-бібліографічного обслуговування;
- сектор організації і використання фондів;
- центр обслуговування громадян електронною інформацією;
- методичний сектор.

## Історія бібліотеки
Корецька центральна районна бібліотека заснована у 1940 році. Бібліотека знаходиться в старовинному будинку, який до 1939 року належав панам Горчицьким. В жовтні 1846 року в цьому будинку зупинявся Т.Г.Шевченко.
Діяльність бібліотеки, перервану другою світовою війною, відновили у 1944 році. Фонд її нараховував близько 2 тис. примірників книг. У структурному плані бібліотека складалась з абонементу та невеликого читального залу. Першими організаторами були Лінник М. А., Клеванець Г. І., Матвієнко О. І., Осінська В. С., Бондаренко В. Я. [Архівовано 30 січня 2018 у Wayback Machine.]
До 1963 року бібліотека була районною. 3 січня 1963 року по грудень 1966 рік — міською бібліотекою, згодом знову районною. В 1977 році районна бібліотека ввійшла в Корецьку централізовану бібліотечну систему.
Нову модель бібліотечної системи створено у 2002 році — об'єднання публічної і шкільної бібліотеки (ЦСПШБ). ЦРБ стала виконувати функції культурного, освітнього, інформаційно-методичного центру.
Сьогодні ЦРБ — основний центр інформаційного забезпечення потреб користувачів, де створена система довідково-бібліографічного та інформаційного обслуговування, налагодженні зв'язки з громадськістю. В ЦРБ функціонує Публічний центр регіональної інформації, Центр обслуговування громадян електронною інформацією.
ЦРБ працює як методичний центр по наданню практичної та методичної допомоги сільським-філіалам. На базі ЦРБ проводяться заходи для підвищення кваліфікації, поповнення професійних знань працівників з сучасних інформаційних технологій і автоматизованих бібліотечно-інформаційних систем.
У 2003 році розпочато комп'ютеризацію бібліотеки. В 2011 році, завдяки перемозі в конкурсі проектів Програми «Бібліоміст», бібліотека отримала п'ять комплектів комп'ютерного обладнання. На базі Центральної районної бібліотеки створено та відкрито Інтернет-центр для доступу користувачів бібліотеки до світової інформаційної мережі Інтернет. В бібліотеці діє Wi-Fi зона безпровідного доступу до мережі Інтернет.
З 2016 року в бібліотеці функціонує Центр обслуговування громадян електронною інформацією.
В 2017 році при бібліотеці відкрито Туристичний інформаційний центр.

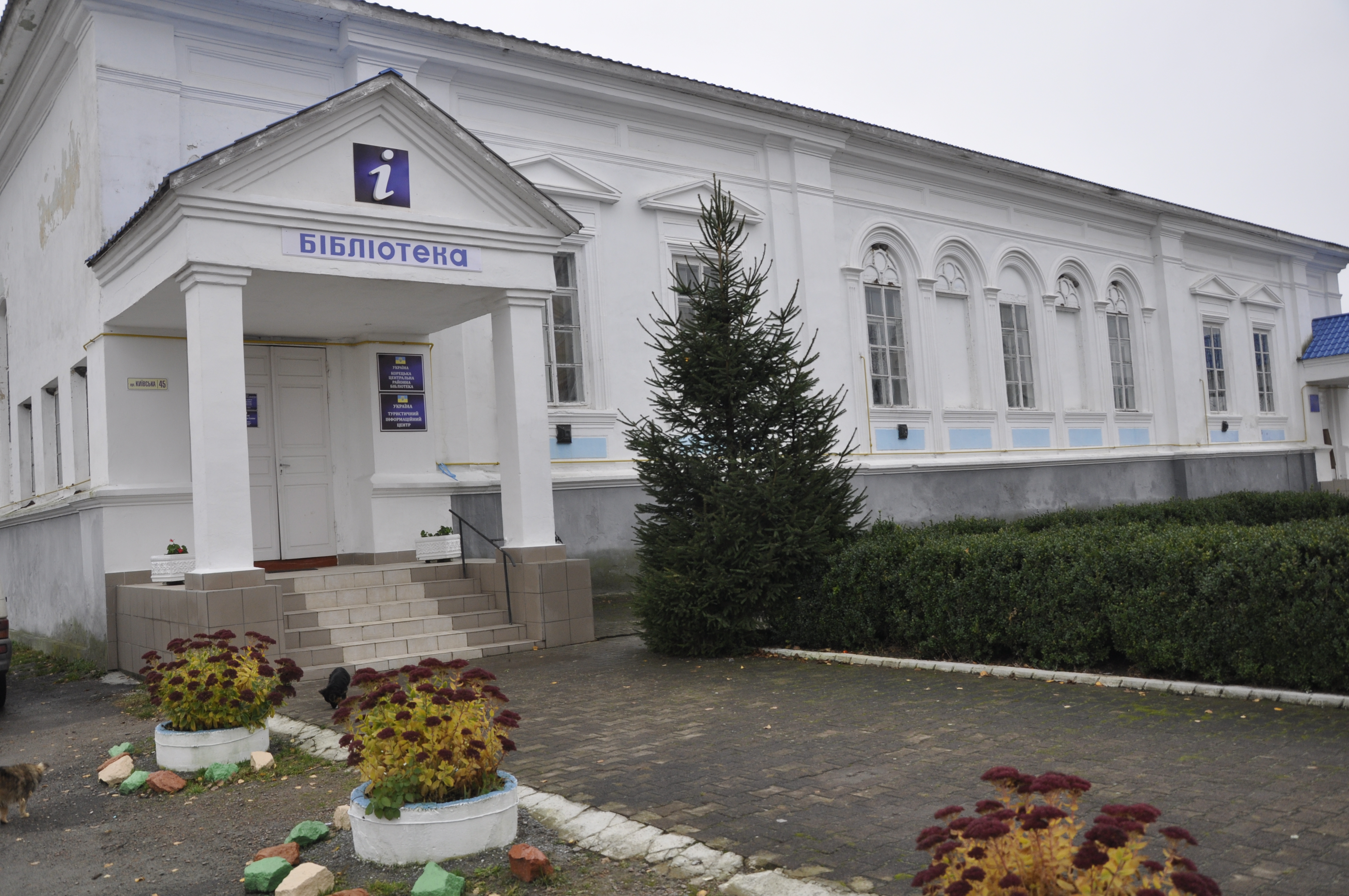
Корецька Црб

## До послуг користувачів
- Універсальний фонд — 32,05 тис. видань;
- Щорічна передплата понад 30 назв газет та журналів;
- Колекція CD/DVD-дисків різної тематики;
- Електронні бази даних.

### Інтернет-центр пропонує
- доступ до Інтернет-ресурсів;
- доступ до мережі Інтернет через Wi-Fi;
- освоєння роботи на ПК;
- використання комп'ютерних технологій для задоволення освітніх та дозвіллєвих потреб;
- послуги Е-урядування;
- безкоштовні консультації;
- друк, сканування, копіювання документів.

### У бібліотеці можна
- отримати в користування друковані та електронні документи із фонду бібліотеки терміном на 30 днів;
- відвідати тематичні перегляди літератури та книжкові виставки;
- взяти участь у презентаціях книг, творів мистецтва, диспутах, літературних вечорах;
- скористатися послугами Центру обслуговування громадян електронною інформацією;
- отримати інформацію щодо туристичних послуг;
- поспілкуватися через мережу Інтернет;
- переглянути відеофільми, прослухати музичні записи;
- провести цікаво та змістовно дозвілля. [Архівовано 29 січня 2018 у Wayback Machine.]